# Tuskaloosa
Tuskaloosa (Tuskalusa, Tushkaloosa, Tuskaluza, Tastaluca) († 1540) war ein oberster Häuptling eines zur Mississippi-Kultur zählenden, im heutigen US-Bundesstaat Alabama lebenden Indianervolkes. Bei seinem Volk handelte es sich vermutlich um Vorfahren mehrerer Stämme von Ureinwohnern des südlichen Nordamerika, nämlich der Choctaw and Creek, die später in diesem Gebiet siedelten. Die heutige Stadt Tuscaloosa in Alabama ist nach ihm benannt.
Tuskaloosa wurde bekannt durch die an einem befestigten Indianerdorf geführte Schlacht von Mauvilla gegen den spanischen Konquistador Hernando de Soto. Obwohl von den Spaniern bei ihrem Marsch durch sein Herrschaftsgebiet als Geisel gefangen genommen, gelang es ihm, in dem damaligen Ort namens Mauvilla oder Mabila einen Überraschungsangriff auf sie zu organisieren, wurde aber letztendlich geschlagen, er selbst getötet.
Zeitgenössische Berichte beschreiben den Oberhäuptling als sehr großen, gut gebauten Mann, laut manchen Autoren habe er die spanischen Soldaten um eineinhalb Fuß überragt. Sein Name ist abgeleitet von zwei Worten in der Sprache der Choctaw-Indianer, tashka und losa, was übersetzt „Schwarzer Krieger“ bedeutet.

## Die De Soto Expedition
Über Tuskaloosa und seine Herrschaft wird in den Chroniken von Hernando de Sotos Expedition berichtet. Die Truppe erreichte Nordamerika im Jahr 1539. De Soto war von Kaiser Karl V., als König von Spanien Carlos I., zum Gouverneur von Kuba ernannt worden und hatte den Auftrag, „Florida“ zu erobern, mit welchem Begriff man damals die heutigen Südstaaten der USA bezeichnete.
De Soto ging im Laufe des Jahres 1539 mit ca. 600 bis 1000 Mann und 200 Pferden nahe der heutigen Stadt Tampa in Florida an Land. Von dort aus begann er auf weitschweifiger Route die heutigen US-Staaten Florida, Georgia, South Carolina, North Carolina, Tennessee und Alabama zu erkunden, wobei es häufig zu gewalttätigen Auseinandersetzungen mit der indigenen Bevölkerung kam. De Soto ließ unterwegs Ureinwohner als Lastträger und Übersetzer für die vielen unterschiedlichen Sprachen der den Südosten der USA bewohnenden Stämme (u. a. Muskogee, Yamasee, Irokesen und Cherokee) gefangen nehmen. Oft wurde auch der jeweilige Häuptling als Geisel mitgenommen, um die Sicherheit der Expedition auf ihrem Zug zu garantieren. Im Oktober 1540 hatte die Expedition das Innere des heutigen Staates Alabama erreicht.

## Tuskaloosas Herrschaftsbereich

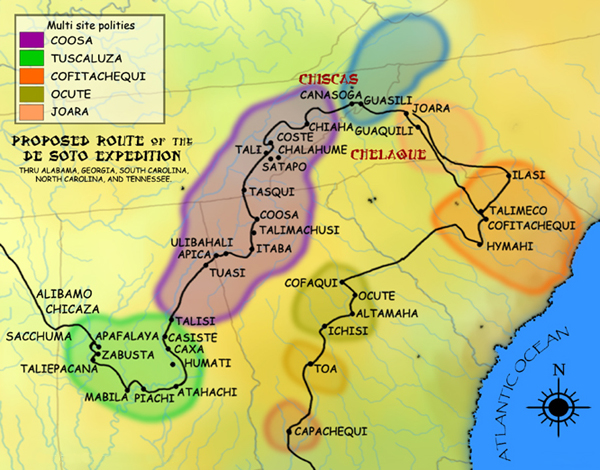
Karte vom Weg, den die de Soto-Expedition durch die heutigen Staaten Georgia, South Carolina, North Carolina, Tennessee und Alabama nahm. Nach der Karte von Charles Melvin Hudson.

Der Einflussbereich Tuskaloosas umfasste eine Reihe von Dörfern, die meist entlang der Flüsse Coosa und Alabama River lagen. Jedes Dorf hatte einen eigenen Häuptling, der jeweils ein Vasall Tuskaloosas, des Oberhäuptlings war. Nach Durchquerung des Coosa-Gebietes erreichte die Expedition de Sotos am 18. September 1540 das Dorf Talisi, in dessen Nähe sich die moderne Stadt Childersburg, Alabama entwickelt hat. Der Häuptling von Talisi war mit seinen Bewohnern vor den Konquistadoren geflüchtet, kehrte aber auf Verlangen de Sotos am 25. September zurück.
Nachdem der Häuptling von Talisi den Forderungen der Spanier nachgekommen war, indem er sie mit Nahrungsmitteln, Tierhäuten, Lastträgern und Frauen versorgte, ließ de Soto den Oberhäuptling des Coosa-Gebietes frei, den sie für den Marsch durch sein Herrschaftsgebiet als Geisel genommen hatten. Trotzdem war dieser Häuptling erzürnt, weil er soweit von seinem Heimatdorf mitgenommen worden war und de Soto weiterhin seine Schwester festhielt. Diese war zudem wahrscheinlich die Mutter seines designierten Nachfolgers als Häuptling, wobei die Erbfolge in seinem Stamm der mütterlichen Linie folgte. De Soto nahm offensichtlich an, Talisi gehöre zum Bereich Coosa, obwohl das Dorf näher bei Tuskaloosas Residenz lag. Womöglich leistete der lokale Häuptling von Talisi beiden Herrschaftsbereichen Gefolgschaft.
Tuskaloosa schickte eine Gesandtschaft zu den Spaniern in Talisi, angeführt von seinem Sohn und mehreren Unterführern. Sie sollten sich ein Bild von der Truppe der Spanier machen, um einen Hinterhalt vorbereiten zu können. Die Spanier rasteten mehrere Wochen beim Dorf Talisi und verließen es schließlich am 5. Oktober. In den darauffolgenden Tagen erreichten sie durchschnittlich pro Tag ein weiteres Dorf im Gebiet Tuskaloosas, darunter Casiste und Caxa, beide an einem Fluss gelegen, vermutlich dem Hatchett Creek, der die Grenze bildete zwischen den Bereichen Coosa und Tuskaloosa. Am nächsten Tag schlugen sie ihr Lager am Coosa River auf, gegenüber des Dorfes Humati, nahe der Mündung eines Bachs namens Shoal. Am 8. Oktober erreichten sie eine neu gegründete Siedlung namens Uxapita, vermutlich in der Nähe des heutigen Wetumpka, Alabama. Am nächsten Tag, dem 9. Oktober, überschritt de Soto den Tallapoosa River und am Abend hatte sich seine Truppe dem Dorf Tuskaloosas, Atahachi, bis auf wenige Meilen genähert. De Soto sandte daraufhin einen Boten an den Oberhäuptling, um ihn von seiner Ankunft zu unterrichten. Dieser antwortete, de Soto könne jederzeit mit ihm in Verhandlungen treten. De Soto machte sich am nächsten Tag auf den Weg und benachrichtigte den Häuptling vorab durch einen seiner Offiziere, Luis de Moscoso Alvarado. Das Hauptdorf Atahachi bildete eine große, erst kürzlich errichtete und befestigte Anlage mit einem zentralen Platz auf einem aufgeschütteten, mit einer Art Bühne versehenen Hügel. Bei seiner Ankunft wurde de Soto empfangen und zur Begegnung mit dem Häuptling unter einem Schutzdach auf den Hügel gebracht.
Moscoso und seine Männer bestiegen ihre Pferde und galoppierten rund um den Platz, dabei eine Art nicht ungefährliches Turnierspiel mit Lanzen, das so genannte Fuego de Cañas aufführend. Die Reiter wendeten sich dabei gelegentlich abrupt gegen Tuskaloosa in der Absicht, ihn zu erschrecken. Diese manipulierende Technik hatte de Soto bereits gegen den Inka Atahualpa bei Cajamarca angewendet. Der Häuptling blieb aber unbeweglich und anscheinend unbeeindruckt sitzen. Anschließend servierten die Indianer den Spaniern Speisen und die Bewohner von Atahachi tanzten auf dem Platz, was die Soldaten an ländliche Tänze in ihrer Heimat erinnerte. Als de Soto schließlich Gestellung von Lastträgern und Frauen verlangte, antwortete der Häuptling, er sei es gewöhnt, dass man ihm diene und nicht umgekehrt. Daraufhin ließ de Soto Tuskaloosa als Geisel gefangen nehmen. Während die Expedition noch plante, am nächsten Tag weiterzuziehen, gab Tuskaloosa nach und versorgte die Spanier zunächst mit Lastträgern. Die Frauen würden sie in seiner Stadt Mauvilla (oder Mabila, auch Mavila, Mobila) erhalten, weshalb sie sich dorthin begeben sollten. De Soto schenkte dem Häuptling ein Paar Stiefel und einen roten Umhang als Belohnung für seine Kooperation.
Die Expedition verließ Atahachi am 12. Oktober und erreichte am nächsten Tag das Dorf Piachi, gelegen auf einem Felsen hoch über dem Alabama River. Hier zeigten sich den Spaniern erste Hinweise auf Widerstand seitens der indigenen Bevölkerung. De Soto verlangte Kanus von den Bewohnern Piachis, deren Häuptling behauptete aber, sie besäßen keine. Die Expedition war gezwungen, zwei Tage zu warten, bis für die Überfahrt auf die nördliche Seite des Flusses Flöße gebaut waren. Nach der Überfahrt wurden zwei Männer vermisst, Juan de Villalobos, der gern die Landschaft zu erkunden pflegte, und ein nicht benannter Mann, der nach einem entlaufenen indianischen Sklaven suchte. De Soto befahl Tuskaloosa, seine Männer herauszugeben, oder er würde ihn auf einem Scheiterhaufen verbrennen lassen. Der Häuptling antwortete nur, die Vermissten würden in Mauvilla zurückgegeben.
Am 18. Oktober erreichte die Expedition schließlich Mauvilla, ein kleines, stark befestigtes Dorf, gelegen in einer Ebene. Es war ringförmig umgeben von hölzernen Palisaden, ab und zu unterbrochen von Bastionen für Bogenschützen. Den Spaniern fiel auf, dass die Bewohner fast ausschließlich männlichen Geschlechts waren, junge Krieger und Männer von Rang. Zwar gab es einige Frauen, jedoch keine Kinder. Außerdem waren die Palisaden erkennbar erst kürzlich verstärkt und der Raum außerhalb der Siedlung auf Armbrust-Schussweite von Bäumen, Sträuchern und sogar Krautbewuchs befreit worden. Im Feld außerhalb der Palisaden kommandierte ein alter Krieger junge Männer und leitete sie an zu Schein-Scharmützeln und militärischen Übungen.

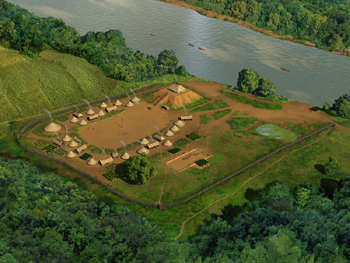
Künstlerische Darstellung der sog. Taskigi Site des University of Alabama-Museums

## Die Schlacht von Mauvilla
Als de Soto sich dem Dorf näherte, kam der örtliche Häuptling ihm entgegen, um ihn zu begrüßen. Er brachte ihm zum Empfang als Geschenk drei Mäntel, die aus Marderfellen gearbeitet waren. De Soto und mehrere seiner Männer stiegen vom Pferd und betraten das Dorf, während ihre eingeborenen Lastträger die Vorräte der Spanier vor den Palisaden ablegten. Die Bewohner des Ortes begannen, für die Gäste zu singen und zu tanzen, anscheinend um ihren Argwohn zu besänftigen und sie abzulenken. Während dieses Spektakels sagte Tuskaloosa zu de Soto, er sei ermüdet von ihrem Marsch und wünsche, in Mauvilla zu bleiben. De Soto lehnte das ab. Der Häuptling bat nun darum, sich mit einigen seiner Unterführer in einem der großen, aus Flechtwerk und Lehm gebauten Häuser auf dem Dorfplatz zu besprechen. De Soto sandte Juan Ortiz mit, damit der den Häuptling wieder zurückbrächte, aber die Bewohner verweigerten ihm den Eintritt in das Haus. Tuskaloosa forderte darauf de Soto und seine Truppe auf, friedlich abzuziehen, oder er und seine Leute würden ihn dazu zwingen.
Als de Soto Soldaten in das Haus schickte, um den Häuptling wieder mitzunehmen, fanden sie das Haus voller Krieger vor, bereit ihren Häuptling zu schützen. Darauf verlangte De Soto vom örtlichen Häuptling von Mauvilla, die von Tuskaloosa versprochenen Lastträger zu stellen. Er und seine Leute würden dann abziehen. Der Mann weigerte sich aber, und einer der Spanier packte ihn. Im darauf folgenden Handgemenge wurde dem Häuptling von dem Soldaten mit dem Schwert ein Arm abgeschlagen. Das löste einen Angriff der Indianer auf die Männer de Sotos aus, die umgehend versuchten, das Tor und ihre Pferde zu erreichen. Von allen Seiten drangen die Indianer auf die Spanier ein, andere bemächtigten sich ihrer außerhalb der Palisaden gelagerten Vorräte und der Ausrüstung und brachten sie in ihr Dorf. Trotzdem schafften die Spanier es nach draußen vor das Dorf. Sie gruppierten sich neu und griffen das Dorf an. Nach zahlreichen Attacken und einem acht oder neun Stunden andauernden Kampf gelang es den Spaniern, Breschen in den Palisadenzaun zu schlagen und das Dorf zu erstürmen.

## Nach der Schlacht
Die Spanier brannten Mauvilla nieder. Nahezu alle Bewohner und ihre mitkämpfenden Verbündeten wurden getötet, entweder in der Schlacht, im anschließenden Feuer oder durch Selbstmord. Den Sohn Tuskaloosas fand man unter den Toten, diesen selbst jedoch nicht. Der Augenzeuge Luys Hernandez de Biedma versichert, im Dorf hätten sich über 5000 Menschen aufgehalten, von denen kaum einer habe fliehen können. In der Folgezeit machten die Spanier für mehrere Wochen Streifzüge durch Nachbardörfer, um sich mit Mais, Tierfellen und anderen Gütern zu versorgen. Dabei fanden sie noch viele tote und verwundete Bewohner von Mauvilla in den Hütten.
Gründe für die Katastrophe auf Seiten der Indianer waren u. a. wohl zwei gravierende Fehler gewesen: Sie hatten den Vorteil eines berittenen gegenüber einem zu Fuß kämpfenden Krieger nicht realisiert und sich zu sehr auf den Schutz durch die Palisaden verlassen. Nachdem die Spanier die Palisaden erst durchbrochen hatten, konnten die zu dicht gedrängt im Dorf kämpfenden Bewohner sich nicht mehr erfolgreich verteidigen.
Im Laufe der nächsten Jahrhunderte bildete sich aus den indigenen Stämmen der Regionen Tuskaloosa, Coosa, der Täler des unteren Mississippi und des Pearl River eine Konföderation, aus der später das unter dem Namen Choctaw bekannte Volk hervorging.

## Archäologie
Die so genannte South Appalachian Mississippian Cultur – Big Eddy phase haben Archäologen vorläufig als die historische Tuskaloosa-Provinz identifiziert, auf die de Sotos Expedition im Jahr 1540 traf. Der Big Eddy phase-Taskigi Mound ist eine museale Demonstrationsanlage, die einen als Plattform gestalteten, aufgeschütteten Hügel mit umgebendem palisaden-befestigten Dorf darstellt, die am Zusammenfluss der Flüsse Coosa, Tallapoosa und Alabama-River in der Nähe von Wetumpka in Alabama errichtet wurde. Sie wird unterhalten und gepflegt als Teil der Fort Toulouse / Fort Jackson State Historic Site und bildet einen der Orte, aus denen der Alabama Indigenous Mound Trail des University of Alabama-Museums besteht.